# أميرة البرازيل

راية أمير البرازيل.

هذه القائمة تحتوى على أميرات البرازيل منذ 1645 حتى 1815 سواءً أكان من حيث الولادة أم الزواج، هذا اللقب سبقه اللقب أميرة البرتغال الذي كان مستعملاً منذ 1433 حتى 1645، وخلفه اللقب أميرة الملكية للبرتغال والغرب (أميرة الملكية للبرتغال والبرازيل والغرب)          منذ 1815 حتى انهيار الملكية في البرتغال في 1910.
تم إنشاء اللقب من قبل الملك جواو الرابع في 27 أكتوبر 1645 لابنه البكر الأمير تيودوسيو بعد وقت قصير من تقليص نفوذ الإسباني        من البلاد، كان اللقب يمنح إلى وريث العرش، وأيضا بجانب هذا اللقب يمنح للوريث أيضا اللقب دوق براغانزا، أُلغي هذا اللقب بعد رفع وضعية البرازيل من مستعمرة إلى مملكة وانضمت إلى الممالك المتحدة.
في وقت لاحق البرازيل تفك ارتباطاتها مع البرتغال وتعلن استقلالها، وتصبح إمبراطورية أصبح يعرف وريث الواضح في البرازيل بـ الأمير الإمبراطوري أو الأميرة الإمبراطورية.

## قائمة أميرات

### حسب الميلاد
ملاحظة:الظل الأزرق الخفيف تعتبر وريثات الافتراضيات، وفي حين وإما الظل الأزرق الغامض تعتبر الوريثة الواضحة.
| الصورة                     | الاسم                                              | وريثة لـ     | الميلاد        | أصبحت أميرة                       | توقف عن استخدام اللقب               | الوفاة         |
| -------------------------- | -------------------------------------------------- | ------------ | -------------- | --------------------------------- | ----------------------------------- | -------------- |
|                            | إيزابيل لويزا، أميرة بيرا                          | بيدرو الثاني | 6 يناير 1669   | 6 نوفمبر 1683 والدها أصبح ملكاً    | 30 أغسطس 1688 ميلاد شقيقها          | 21 أكتوبر 1690 |
| 17 سبتمبر 1688 وفاة شقيقها | إيزابيل لويزا، أميرة بيرا                          | بيدرو الثاني | 6 يناير 1669   | 22 أكتوبر 1689 ميلاد شقيقها الأخر |                                     | 21 أكتوبر 1690 |
|                            | ماريا باربارا، أميرة بيرا                          | جواو الخامس  | 4 ديسمبر 1711  | 4 ديسمبر 1711                     | 19 أكتوبر 1712 ميلاد شقيقها         | 27 أغسطس 1758  |
|                            | ماريا فرانسيسكا، أميرة البرازيل لاحقاً ماريا الأولى | جوزيه الأول  | 17 ديسمبر 1734 | 31 يوليو 1750 والدها أصبح ملكاً    | 24 فبراير 1777 أصبحت الملكة الحاكمة | 20 مارس 1816   |

### حسب الزواج
أصبحن أميرات من ناحية الزواج
| الصورة | الاسم                              | الوالد                              | الميلاد       | الزواج         | أصبحت أميرة                | توقف عن استخدام اللقب               | الوفاة        | الزوج        |
| ------ | ---------------------------------- | ----------------------------------- | ------------- | -------------- | -------------------------- | ----------------------------------- | ------------- | ------------ |
|        | انفانتا ماريانا فيكتوريا الإسبانية | فيليب الخامس ملك إسبانيا (بوربون)   | 31 مارس 1718  | 19 يناير 1729  | 19 يناير 1729              | 31 يوليو 1750 أصبحت الملكة القرينة  | 15 يناير 1781 | الأمير جوزيه |
|        | انفانتا بينديتا البرتغالية         | جوزيه الأول ملك البرتغال (براغانزا) | 25 يوليو 1746 | 21 فبراير 1777 | 24 فبراير 1777 أصبحت أميرة | 11 سبتمبر 1788 وفاة الزوج           | 18 أغسطس 1829 | الأمير جوزيه |
|        | انفانتا كارلوتا خواكينا الإسبانية  | كارلوس الرابع ملك إسبانيا (بوربون)  | 25 أبريل 1775 | 8 مايو 1785    | 11 سبتمبر 1788 وفاة الصهر  | 16 ديسمبر 1815 البرازيل أصبحت مملكة | 7 ديسمبر 1830 | الأمير جواو  |